# Champagney (Alto Saona)
 Champagney  es una población y comuna francesa, situada en la región de Franco Condado, departamento de Alto Saona, en el distrito de Lure y cantón de Champagney.

## Demografía
| 2851 | 2912 | 3068 | 3275 | 3283 | 3310 | 3501 |
| Para los censos de 1962 a 1999 la población legal corresponde a la población sin duplicidades (Fuente: INSEE [Consultar]) |      |      |      |      |      |      |